# Andrew Omobamidele
Andrew Omobamidele, né le 23 juin 2002 à Dublin, est un footballeur international irlandais qui évolue au poste de défenseur central au RC Strasbourg.

## Biographie
Omobamidele est né à Dublin, en Irlande, d'un père nigérian et d'une mère irlandaise, originaire de Cork,,.

### Carrière en club
Omobamidele signe son premier contrat professionnel avec Norwich City le 23 décembre 2020, faisant ses débuts avec le club de Norwich le 16 janvier 2021, lors d'une victoire 2-1 en Championship contre Cardiff City. Il est ensuite titularisé pour la première fois lors d'un match nul 1-1 contre Preston North End le 2 avril 2021, jouant la totalité de la rencontre et étant nommé Homme du match.
Ill prend ainsi part à la campagne 2020-2021 victorieuse en Championship, qui permet aux Canaries de remonter directement en Premier League.
Fin août 2023, lors du dernier jour de la période de transferts, il signe au Nottingham Forest Football Club un contrat de cinq ans. Il devient alors le footballeur professionnel irlandais le plus cher de l'histoire avec une somme de 20 millions de livres sterling.

### Carrière en sélection
International irlandais des moins de 17 aux moins de 19 ans, il fait ses débuts avec l'équipe de république d'Irlande espoirs le 26 mars 2021, lors d'une victoire 2-1 contre le pays de Galles à Wrexham.

## Statistiques
| Saison                | Club                  | Championnat           | Championnat | Championnat | Coupe nationale | Coupe nationale | Coupe de la Ligue | Coupe de la Ligue | Compétition(s) continentale(s) | Compétition(s) continentale(s) | Compétition(s) continentale(s) | Total | Total |
| Saison                | Club                  | Division              | M.          | B.          | M.              | B.              | M.                | B.                | Comp.                          | M.                             | B.                             | M.    | B.    |
| 2020-2021             | Norwich City          | Championship          | 9           | 0           | -               | -               | 2                 | 0                 | -                              | -                              | -                              | 11    | 0     |
| 2021-2022             | Norwich City          | Premier League        | 5           | 1           | -               | -               | 2                 | 0                 | -                              | -                              | -                              | 7     | 1     |
| 2022-2023             | Norwich City          | Championship          | 34          | 1           | 1               | 0               | -                 | -                 | -                              | -                              | -                              | 35    | 1     |
| 2023-2024             | Norwich City          | Championship          | 2           | 1           | -               | -               | 2                 | 0                 | -                              | -                              | -                              | 4     | 1     |
| Sous-total            | Sous-total            | Sous-total            | 50          | 3           | 1               | 0               | 4                 | 0                 | -                              | -                              | -                              | 55    | 3     |
| 2023-2024             | Nottingham Forest     | Premier League        | 11          | 0           | 3               | 0               | -                 | -                 | -                              | -                              | -                              | 14    | 0     |
| 2024-2025             | Nottingham Forest     | Premier League        | 0           | 0           | -               | -               | 1                 | 0                 | -                              | -                              | -                              | 1     | 0     |
| Sous-total            | Sous-total            | Sous-total            | 11          | 0           | 3               | 0               | 1                 | 0                 | -                              | -                              | -                              | 15    | 0     |
| 2024-2025             | RC Strasbourg (prêt)  | Ligue 1               | 10          | 0           | 1               | 0               | -                 | -                 | -                              | -                              | -                              | 11    | 0     |
| Total sur la carrière | Total sur la carrière | Total sur la carrière | 71          | 3           | 5               | 0               | 5                 | 0                 | -                              | -                              | -                              | 81    | 3     |

### En sélection nationale
| Saison                | Sélection             | Phases finales        | Phases finales | Phases finales | Éliminatoires | Éliminatoires | Ligue des nations | Ligue des nations | Matchs amicaux | Matchs amicaux | Total | Total |
| Saison                | Sélection             | Compétition           | M              | B              | M             | B             | M                 | B                 | M              | B              | M     | B     |
| --------------------- | --------------------- | --------------------- | -------------- | -------------- | ------------- | ------------- | ----------------- | ----------------- | -------------- | -------------- | ----- | ----- |
| 2021-2022             | Irlande               | -                     | -              | -              | 4             | 0             | -                 | -                 | 1              | 0              | 5     | 0     |
| 2022-2023             | Irlande               | -                     | -              | -              | -             | -             | -                 | -                 | 1              | 0              | 1     | 0     |
| 2023-2024             | Irlande               | -                     | -              | -              | -             | -             | -                 | -                 | 3              | 0              | 3     | 0     |
| 2024-2025             | Irlande               | -                     | -              | -              | 1             | 0             | -                 | -                 | -              | -              | 1     | 0     |
| Total sur la carrière | Total sur la carrière | Total sur la carrière | -              | -              | 5             | 0             | -                 | -                 | 5              | 0              | 10    | 0     |

## Palmarès
| Norwich City - Championship (1) - Champion en 2020-21 |